# Centrist Democrat International
Centrist Democrat International (CDI) er en international politisk internationale for kristendemokratiske og centristiske politiske partier. Organisationen er med sine omkring 100 medlemmer i dag den næststørste politiske internationale, kun overgået af den socialistiske. Mange af partierne i CDI er også medlem af International Democrat Union. På europæisk plan repræsenteres CDI af Europæisk Folkeparti.
Organisationen blev grundlagt som Christian Democrat and People's Parties International i 1961 i Santiago de Chile. Medlemmerne enedes i 1976 om et fælles ideologisk manifest, hviilket ellers aldrig er lykkedes en politisk internationale. I 2001 ændredes navnet til Christian Democrat International og i 2005 fik organisationen sit nuværende navn. Målet var at afspejle, at medlemmerne ikke længere kun er kristendemokratiske partier.
Centrist Democrat International støttede Rwandas huturegime før, under og efter folkemordet i Rwanda i 1994.
Fra Danmark er Kristendemokraterne medlem af CDI, ligesom norske Kristelig Folkeparti, Kristdemokraterna fra Sverige og CDU fra Tyskland er det.
Youth of the Centrist Democrat International er CDI's ungdomsorganisation.